# 董鑄
董鑄（1465年—？），字克成，直隸保定府安肅縣人，軍籍，明朝政治人物。

## 生平
順天府鄉試第五十二名舉人。弘治十五年（1502年）中式壬戌科會試第二百三十七名，三甲第五十九名進士。

## 家族
曾祖董義辛；祖父董仲拳；父董喜，母閻氏。慈侍下。兄智、浩、敬、镗。